# Protium retusum
Protium retusum är en tvåhjärtbladig växtart som beskrevs av Douglas C. Daly. Protium retusum ingår i släktet Protium och familjen Burseraceae. Inga underarter finns listade i Catalogue of Life.